# بينتشو
البينتشو (بالإسبانية: [ˈpintʃo])، بينتشو (بالباسك: [pintʃo]) أو بينشو (بالأستورية: [ˈpintʃʊ]) هو نوع من الوجبات الخفيفة، يتم تناولها عادة في الحانات، تقليدية في شمال إسبانيا وتحظى بشعبية خاصة في الباسك ومنطقة نبرة ولا ريوخا وقنطبرية وأشتورية. يتم تناولها عادة في الحانات أو الطابونات كوجبة خفيفة أثناء التسكع مع الأصدقاء أو الأقارب؛ لذا لديها مكون قوي للتواصل الاجتماعي، وفي الباسك ونافارا عادةً ما يتم اعتبارها حجر الزاوية للثقافة والمجتمع المحلي. ترتبط بالتاباس، والفارق الرئيسي هو أن البنشو عادةً ما يكون "مثبتًا" بواسطة سيخ أو سنجة، غالباً ما تكون مرتبطة بقطعة من الخبز. يتم تقديمها في أجزاء فردية ويتم طلبها ودفع ثمنها دائمًا بشكل مستقل عن المشروبات. ومع ذلك، ليس من المستحيل أن يتم تسمية نفس العنصر بـ البنشو في مكان وتسمية التابا في مكان آخر.تسمى البنشو لأن العديد منها يحتوي على "بنشو" (بالإسبانية تعني السنجة)، غالباً ما تكون عود تخليل أسنان أو سيخ للأصناف الكبيرة منها. لا يجب أن يتم الخلط بينها وبين البروشيتس، التي في أمريكا اللاتينية وبعض مناطق إسبانيا يُطلق عليها أحيانا اسم البنشو؛ حيث يكون السيخ أو السنجة ضروريًا لطهي الطعام أو الاحتفاظ به معًا.

## البينتشو الباسكية
وجبة خفيفة نموذجية في إقليم الباسك ومنطقة نبرة. تتألف هذه "البنشو" من شرائح صغيرة من الخبز يتم وضعها على الطاولة ووضع مكون أو مزيج من المكونات عليها وتُثبت بواسطة سنجة، مما يعطي الطعام اسمه "بنشو"، الذي يعني "سنجة". يتم تناول البنشو عادةً كمقبلات، ويتم تقديمه مع كوب صغير من النبيذ الأبيض الشاب (التشاكولي) أو الجعة (الزوريتو، ربع الباينت). وهي شائعة جدا في حانات إقليم الباسك وفي مناطق مجاورة مثل قنطبرية ولا ريوخا وشمال برغش ومنطقة نبرة، حيث يتم تقديم مجموعة متنوعة من البنشو عادة على صينية على البار.
تستخدم السنجة في هذا النوع من البنشو لمنع المكونات من الانزلاق من على الخبز وتتبع عدد العناصر التي تناولها الزبون. في بعض الأحيان، قد يكون للبنشو بأسعار مختلفة سنجات بأشكال أو أحجام مختلفة. يمكن وضع أي مكون على الخبز، ولكن الأكثر شيوعًا في إقليم الباسك تشمل الأسماك مثل الحقيق وبقلة وبلمية، وترتية البطاطا (عجة البطاطا)، وفليفلة محشو، والكروكيت. يمكن أن يكون البنشو متطورًا للغاية، ويتكون في بعض الأحيان من أسماك أو مأكولات بحرية أو لحوم معقدة (وفي بعض الأحيان غالية).
يُستخدم البنشو كذريعة للتواصل الاجتماعي، حيث يقوم مجموعة من الأصدقاء عادة بالانتقال من حانة إلى أخرى، شرب كؤوس صغيرة من النبيذ أو البيرة وتناول البنشو.

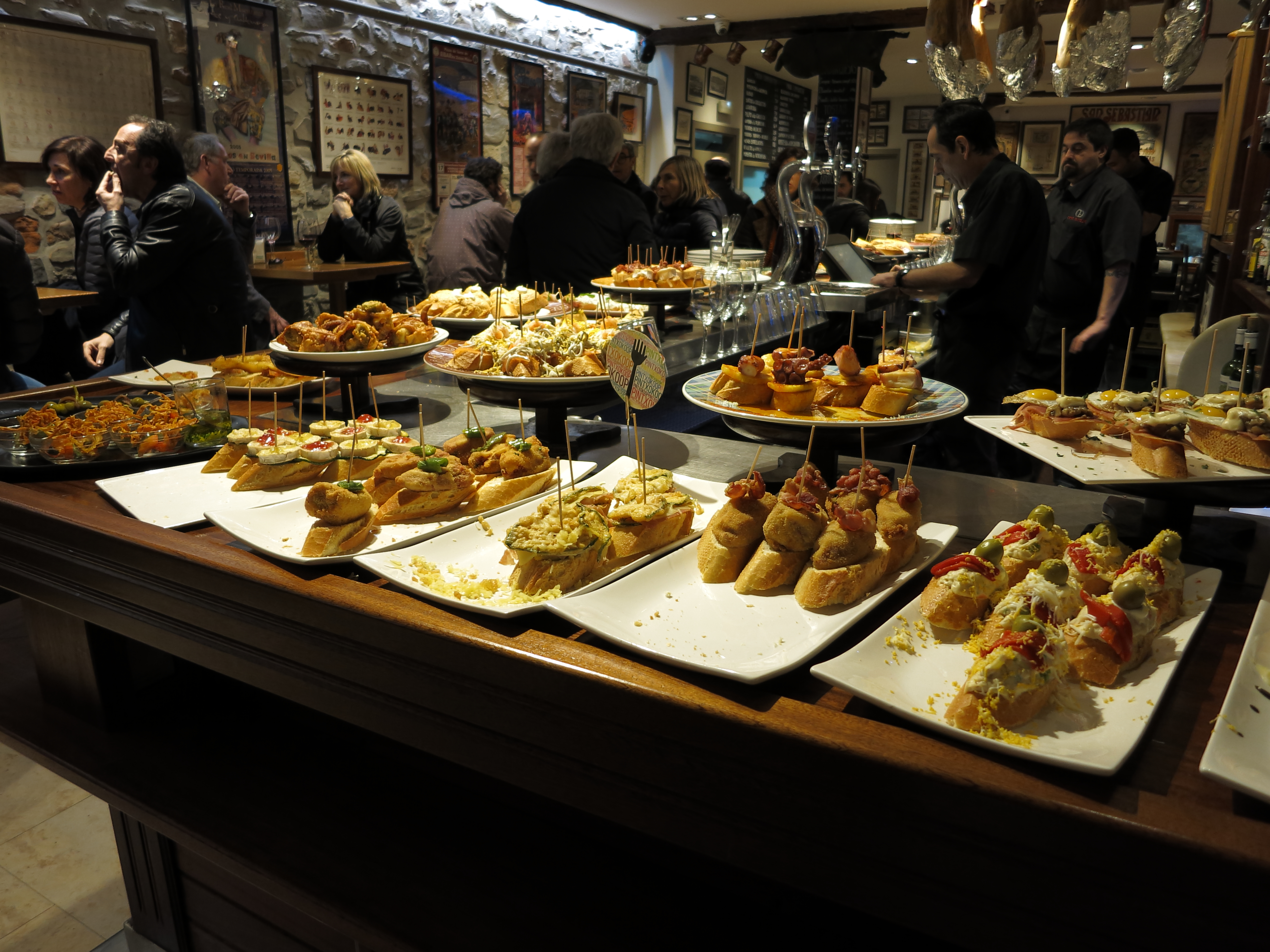
البنشوس في البار

## البنشوس مورونوس
يمكن أن يشير مصطلح "البنشوس" أيضًا إلى "البنشوس مورونوس"، وهو يتألف من قطع من اللحم المتبلة بخليط من البابريكا والزيت المسمى "الأدوبو"، ثم يشوى على سيخ.

## روابط خارجية
- Todopintxos. Recipes and pictures of pinchos and tapas.
- Página oficial del Campeonato de Pintxos de Euskadi que se celebra en Fuenterrabía